# Parafia Wniebowzięcia Najświętszej Maryi Panny w Nowej Soli
Parafia Wniebowzięcia Najświętszej Maryi Panny w Nowej Soli – jedna z czterech parafii rzymskokatolickich w mieście Nowa Sól, należąca do dekanatu Nowa Sól diecezji zielonogórsko-gorzowskiej, metropolii szczecińsko-kamieńskiej w Polsce, erygowana w 1992.